# Immaterielle Arbeit
Immaterielle Arbeit ist ein Begriff aus dem Operaismus (eine neomarxistische Strömung und soziale Bewegung, die in den frühen 1960er Jahren im industriellen Norditalien entstanden ist). Immaterielle Arbeit wird dort definiert als Sammelbegriff für
- kooperative,
- kommunikative und
- affektive Arbeiten.

Beispiele für solche Immateriellen Arbeiten seien Emotionsarbeit, Soziales Netzwerk und Teamarbeit.
Immaterielle Arbeit sei bestimmend für die gesellschaftliche Arbeit in ihrer Gesamtheit.
Der Literaturtheoretiker und Globalisierungskritiker Michael Hardt und der Politikwissenschaftler Antonio Negri, beide Autor des Postoperaismus haben den Begriff der Immateriellen Arbeit in ihrem marxistischen Buch Empire – die neue Weltordnung genauer gefasst. Sie Stellen drei Aspekte der immateriellen Arbeit heraus:
1. der Informationsfluss zwischen Fabrik und Markt,
2. die Homogenisierung der Arbeitsvorgänge als Prozesse der Symboleingabe in Informationssysteme und
3. die affektive Arbeit, bei der im direkten oder auch indirekten Kontakt (etwa in der Unterhaltungsindustrie) ein Gefühl von Wohlsein erzeugt wird.

Auch wenn die in der immateriellen Produktion Beschäftigten eine Minderheit bleiben, wird ihre Form der Arbeit hegemonial: Die Eigenschaften der immateriellen Produktion verändern alle anderen Formen der Arbeit, bzw. sogar die Gesellschaft als Ganzes. Gleichzeitig ist die immaterielle Arbeit für die Gesellschaft sehr bedeutend: Da durch sie Symbole, Affekte und Beziehungen hergestellt werden, kann man sogar behaupten, die immaterielle Arbeit produziere die Gesellschaft in ihrer Gesamtheit. Die Globalisierung führt zu grundlegenden Veränderungen im Produktionsprozess, zusätzlich wird die industrielle Arbeit an Bedeutung verlieren.
Ihr Ziel ist die Produktion und Reproduktion der Gesellschaft insgesamt. Sie ist nicht mehr auf die Ökonomie beschränkt (Biopolitik, Produktion von Subjektivitäten). Sie hat eine Tendenz zum Netzwerk, da Kommunikation, kooperative und affektive Beziehungen auf Netzwerken beruhen. Weitere Eigenschaften sind Mobilität, Flexibilisierung und Prekarisierung.

## Zur Kritik an der immateriellen Arbeit
Sowohl in Empire wie in Multitude gehen Michael Hardt und Antonio Negri von einem gesellschaftlichen Verhältnis aus, das den general intellect bereits verwirklicht hat. Ebenso sprach Giannoli bereits Anfang der 1990er Jahre von der „Epoche des general intellects“, wie Negri Ende der 1990er vom Postfordismus „als Regime des ‚general intellects‘“ sprach (Gianolli & Negri, zitiert nach Haug, S. 57). Im Prinzip wird eine These Negris – die Bedingungen sind bereits kommunistisch, die Menschen müssen es nur noch werden – aus den siebziger Jahren zum x-ten Mal reanimiert und theorieimmanenten Neuerungen angepasst, wie es sich bei der Berücksichtigung feministischer und postmoderner wie poststrukturalistischer Theorieversatzstücke gerade in Multitude zeigt. Anders als der Postoperaismus sieht Haug die Epoche als „diejenige des ‚general intellect‘-an sich; sie [die verwissenschaftlichte Produktionsweise] stockt an der Schwelle der Aufgabe, einer plural-universellen Vernunft in der Ordnung der gesellschaftlichen Verhältnisse, auch der Naturverhältnisse, Geltung zu verschaffen“ (S. 63). Und da „wir in der Epoche einer global gewordenen Irrationalität“ (S. 64) leben, ist die Möglichkeit des gesellschaftlichen Individuums zwar potentiell vorhanden, doch hat es seinen Auftritt auf der Bühne der Geschichte noch nicht gehabt und gegenwärtig erscheint dies immer unwahrscheinlicher. „So fruchtbar es ist, auf die ‚immer umfassendere Wiederaneignung des technowissenschaftlichen Wissens durch das Proletariat‘ zu achten, ist es Unfug, das ‚Ende jedweden Unterschieds [...] zwischen Produktion und Leben‘ (Negri [1993] 1998) zu verkünden“ (Haug, S. 60).
Was wirklich neu ist an digitalisierten Gütern, sind die „[...] konkrete Distributionsweise und die apparative Mediatisierung der ‚Lektüre‘“ (Haug, S. 86). Die Immaterialität der Arbeit ist insofern fraglich, als dass neben den Geräten, Strom etc. auch verausgabte Arbeit vonnöten ist, die nicht stofflich sein muss, doch materiell wirkt. Beispielhaft kann man dies anhand von Forderungen wie „Schulen ans Netz!“ oder „Einkaufen per Mausklick“ illustrieren, denn es wird schnell vergessen, „dass man die Schüler nicht per E-Mail vor dem Schultor absetzen kann und Computer keine Bücher transportieren“ (Kaube, zitiert nach Haug, S. 96). Trotzdem hat das epochal Neue – „[...] die Intensivierung des transnationalen High-Tech-Kapitalismus [...]“ (Haug, S. 99) – seinen Ursprung „[...] in der technologisch machbaren Digitalisierung von Information und Kommunikation [...]“ (Hickel, zitiert nach Haug, S. 99).
„Die ‚immaterielle Ökonomie‘ wirft die Materie dessen, was ihr den Namen des Immateriellen eingetragen hat, in ungeheuerlichen Mengen auf das, was Marx die ‚Springquellen alles Reichtums‘ nennt: ‚die Erde und den Arbeiter‘. Zwischen 1997 und 2007 werden mutmaßlich 500 Mio. Computer verschrottet“ (Haug, S. 115/116).